# Carlos Lee
Pour les articles homonymes, voir Lee.
Carlos Noriel Lee (né le 20 juin 1976 à Aguadulce au Panama) est un joueur de champ extérieur et joueur de premier but ayant évolué dans les Ligues majeures de baseball de 1999 à 2012. Il a participé à trois éditions du Match des étoiles, en 2005, 2006 et 2007 et a obtenu deux prix Silver Slugger en 2005 et 2007.

## Biographie

### White Sox de Chicago
Du 13 mai au 15 juin 2004, Lee établit le record de franchise des White Sox avec une série de matchs avec au moins un coup sûr qui dure 28 rencontres.

### Brewers de Milwaukee
Le 13 décembre 2004, les White Sox échangent Carlos Lee aux Brewers de Milwaukee en retour du voltigeur Scott Podsednik, du lanceur droitier Luis Vizcaino et du joueur des ligues mineures Travis Hinton.
Lee représente les Brewers au match des étoiles en 2005 et 2006. En 2005, il remporte aussi son premier Bâton d'argent pour son excellence en offensive parmi les voltigeurs de la Ligue nationale.

### Rangers du Texas
Le 28 juillet 2006, Milwaukee transfère Lee et le voltigeur Nelson Cruz aux Rangers du Texas contre les voltigeurs Laynce Nix et Kevin Mench et le lanceur droitier Francisco Cordero.

### Astros de Houston
Lee, devenu agent libre, signe un contrat avec les Astros de Houston le 24 novembre 2006. Il gagne son deuxième Bâton d'argent en carrière à sa première saison avec les Astros en 2007, année où il honore sa troisième sélection à la partie d'étoiles.

### Marlins de Miami
En juin 2012, Lee est échangé aux Dodgers de Los Angeles mais son contrat stipule qu'il a le droit de refuser une transaction qui l'enverrait à 14 autres équipes, dont celle-ci. Alors qu'il réfléchit à la possibilité d'accepter ou non l'échange prévu par les Astros, les Dodgers retirent leur offre. Le 4 juillet suivant, Lee est transféré aux Marlins de Miami en retour du troisième but Matt Dominguez et du lanceur gaucher des ligues mineures Rob Rasmussen. Lee, qui frappe pour ,287 après 66 matchs au moment de l'échange, maintient une moyenne au bâton de ,243 avec 4 circuits et 48 points produits à Miami. Il complète 2012 avec 9 circuits, 77 points produits et une moyenne au bâton de ,264  en 147 parties jouées. Il est sans contrat après la saison. Il annonce sa retraite sportive le 20 juin 2013, jour de son 37e anniversaire de naissance.

## Statistiques
En saison régulière
| Statistiques de frappeur |            |      |      |     |      |     |    |     |      |     |       |
| Saison                   | Équipe     | G    | AB   | R   | H    | 2B  | 3B | HR  | RBI  | SB  | BA    |
| 1999                     | Chicago WS | 127  | 492  | 66  | 144  | 32  | 2  | 16  | 84   | 4   | 0,293 |
| 2000                     | Chicago WS | 152  | 572  | 107 | 172  | 29  | 2  | 24  | 92   | 13  | 0,301 |
| 2001                     | Chicago WS | 150  | 558  | 75  | 150  | 33  | 3  | 24  | 84   | 17  | 0,269 |
| 2002                     | Chicago WS | 140  | 492  | 82  | 130  | 26  | 2  | 26  | 80   | 1   | 0,264 |
| 2003                     | Chicago WS | 158  | 623  | 100 | 181  | 35  | 1  | 31  | 113  | 18  | 0,291 |
| 2004                     | Chicago WS | 153  | 591  | 103 | 180  | 37  | 0  | 31  | 99   | 11  | 0,305 |
| 2005                     | Milwaukee  | 162  | 618  | 85  | 164  | 41  | 0  | 32  | 114  | 13  | 0,265 |
| 2006                     | Milwaukee  | 102  | 388  | 60  | 111  | 18  | 0  | 28  | 81   | 12  | 0,286 |
| 2006                     | Texas      | 59   | 236  | 42  | 76   | 19  | 1  | 9   | 35   | 7   | 0,322 |
| 2007                     | Houston    | 162  | 627  | 93  | 190  | 43  | 1  | 32  | 119  | 10  | 0,303 |
| 2008                     | Houston    | 115  | 436  | 61  | 137  | 27  | 0  | 28  | 100  | 4   | 0,314 |
| 2009                     | Houston    | 160  | 610  | 65  | 183  | 35  | 1  | 26  | 102  | 5   | 0,300 |
| Totaux                   |            | 1640 | 6243 | 939 | 1818 | 375 | 13 | 307 | 1103 | 115 | 0,291 |

En séries éliminatoires
| Statistiques de frappeur |            |   |    |   |   |    |    |    |     |    |       |
| Saison                   | Équipe     | G | AB | R | H | 2B | 3B | HR | RBI | SB | BA    |
| 2000                     | Chicago WS | 3 | 11 | 0 | 1 | 1  | 0  | 0  | 1   | 0  | 0,091 |
| Totaux                   |            | 3 | 11 | 0 | 1 | 1  | 0  | 0  | 1   | 0  | 0,091 |

Note: J = Matches joués; AB = Passages au bâton; R = Points; H = Coups sûrs; 2B = Doubles; 
3B = Triples; HR = Coup de circuit; RBI = Points produits; SB = buts volés; BA = Moyenne au bâton 